# Список народных комиссариатов СССР

На печатях народных комиссариатов СССР был изображен Герб СССР

## Алфавитный список народных комиссариатов СССР
В этом разделе представлен список всех народных комиссариатов, которые когда-либо существовали в системе центральных органов государственного управления Советского Союза.
| А Б В Г Д Е Ж З И Й К Л М Н О П Р С Т У Ф Х Ц Ч Ш Щ Ы Э Ю Я |
| Для простоты представления в списке, в наименованиях наркоматов опущены указания на принадлежность государству («СССР»). В круглых скобках приведены официальная аббревиатура наименования учреждения и годы его существования. |

### А
- Народный комиссариат авиационной промышленности
- Народный комиссариат автомобильной промышленности

### Б
- Народный комиссариат боеприпасов

### В
- Высший совет народного хозяйства[1] (1923—1932)
- Народный комиссариат внешней и внутренней торговли (18 ноября 1925 — 22 ноября 1930)
- Народный комиссариат внешней торговли
- Народный комиссариат внутренней торговли (9 мая 1924 — 18 ноября 1925 года; 29 июля 1934 — 15 января 1938 года)
- Народный комиссариат внутренних дел (с 10 июля 1934)
- Народный комиссариат водного транспорта (30 января 1931 — 9 апреля 1939 года) [2]
- Народный комиссариат военно-морского флота
- Народный комиссариат по военным и морским делам
- Народный комиссариат вооружения
- Народный комиссариат Вооружённых Сил СССР

### Г
- Народный комиссариат государственного контроля
- Народный комиссариат государственной безопасности

### З
- Народный комиссариат заготовок
- Народный комиссариат здравоохранения
- Народный комиссариат земледелия
- Народный комиссариат зерновых и животноводческих совхозов (1 октября 1932 — 15 марта 1946)

### И
- Народный комиссариат по иностранным делам СССР (в 1923—1936 гг.)
- Народный комиссариат иностранных дел СССР (в 1936—1946 гг.)

### Л
- Народный комиссариат лёгкой промышленности
- Народный комиссариат лесной промышленности

### М
- Народный комиссариат машиностроения
- Народный комиссариат машиностроения и приборостроения
- Народный комиссариат миномётного вооружения
- Народный комиссариат морского флота
- Народный комиссариат мясной и молочной промышленности

### Н
- Народный комиссариат нефтяной промышленности
- Народный комиссариат нефтяной промышленности восточных районов СССР
- Народный комиссариат нефтяной промышленности южных и западных районов СССР

### О
- Народный комиссариат оборонной промышленности
- Народный комиссариат обороны
- Народный комиссариат общего машиностроения

### П
- Народный комиссариат пищевой промышленности (29 июля 1934 — 1946)
- Народный комиссариат почт и телеграфов
- Народный комиссариат продовольствия СССР (1922[3] — 1925)
- Народный комиссариат промышленности строительных материалов
- Народный комиссариат путей сообщения

### Р
- Народный комиссариат рабоче-крестьянской инспекции
- Народный комиссариат резиновой промышленности
- Народный комиссариат речного флота
- Народный комиссариат рыбной промышленности

### С
- Народный комиссариат связи
- Народный комиссариат сельскохозяйственного машиностроения
- Народный комиссариат снабжения
- Народный комиссариат союзных и автономных республик
- Народный комиссариат среднего машиностроения
- Народный комиссариат станкостроения СССР
- Народный комиссариат строительного и дорожного машиностроения
- Народный комиссариат судостроительной промышленности
- Народный комиссариат по строительству
- Народный комиссариат по строительству военных и военно-морских предприятий
- Народный комиссариат по строительству предприятий тяжёлой индустрии
- Народный комиссариат по строительству топливных предприятий

### Т
- Народный комиссариат танковой промышленности
- Народный комиссариат текстильной промышленности
- Народный комиссариат технических культур
- Народный комиссариат топливной промышленности
- Народный комиссариат торговли СССР
- Народный комиссариат транспортного машиностроения
- Народный комиссариат труда
- Народный комиссариат тяжёлого машиностроения
- Народный комиссариат тяжёлой промышленности

### У
- Народный комиссариат угольной промышленности
- Народный комиссариат угольной промышленности восточных районов
- Народный комиссариат угольной промышленности западных районов

### Ф
- Народный комиссариат финансов

### Х
- Народный комиссариат химической промышленности

### Ц
- Народный комиссариат цветной металлургии
- Народный комиссариат целлюлозной и бумажной промышленности

### Ч
- Народный комиссариат чёрной металлургии СССР

### Э
- Народный комиссариат электропромышленности (17 апреля 1940 — 15 марта 1946)
- Народный комиссариат электростанций
- Народный комиссариат электростанций и электропромышленности

### Ю
- Народный комиссариат юстиции (с 20 июля 1936)

## Хронология народных комиссариатов СССР
В этом разделе в хронологическом порядке приведены сведения о создании, реорганизации и упразднении народных комиссариатов СССР в рамках Совета Народных Комиссаров СССР — Правительства СССР в разные годы его существования.

### 1922—1923 годы
Полный список членов первого Совета Народных Комиссаров СССР, в том числе входивших в него руководителей народных комиссариатов СССР, был приведен в статье 11 Договора об образовании СССР, утверждённого 30 декабря 1922 года Первым съездом советов. Договор также разделил компетенцию союзных и республиканских органов государственной власти и управления, что предопределило разделение наркоматов СССР на общесоюзные и союзно-республиканские. Первые осуществляли непосредственное управление на всей территории СССР; последние руководили деятельностью одноимённых наркоматов союзных республик, руководители которых назначались республиканскими ЦИКами и являлись членами соответствующих республиканских совнаркомов. Эта практика продолжилась в последующие годы деятельности правительства.
Союзные народные комиссариаты СССР
- Народный комиссариат иностранных дел СССР
- Народный комиссариат по военным и морским делам СССР
- Народный комиссариат внешней торговли СССР
- Народный комиссариат путей сообщения СССР
- Народный комиссариат почт и телеграфов СССР

Союзно-республиканские народные комиссариаты СССР
- Высший совет народного хозяйства СССР
- Народный комиссариат продовольствия СССР
- Народный комиссариат финансов СССР
- Народный комиссариат труда СССР
- Рабоче-крестьянская инспекция СССР

### 1924 год
Конституция СССР, принятая 31 января 1924 года, закрепила текущий состав Совета Народных Комиссаров СССР.
| 9 мая 1924 года | Образован Народный комиссариат внутренней торговли СССР. |

### 1925—1931 годы
| 18 ноября 1925 года | Наркомат внешней торговли СССР и Наркомат внутренней торговли СССР слиты в Народный комиссариат внешней и внутренней торговли СССР. |
| 7 декабря 1929 года | Образован Народный комиссариат земледелия СССР.                                                                                     |
| 22 ноября 1930 года | Из Наркомата внешней и внутренней торговли СССР выделены - Наркомат внешней торговли СССР и - Наркомат снабжения СССР.              |
| 20 января 1931 года | Образован Народный комиссариат водного транспорта СССР.                                                                             |

### 1932—1933 годы
| 5 января 1932 года  | Высший совет народного хозяйства СССР преобразован в Народный комиссариат тяжёлой промышленности СССР.                |
|                     | Образованы - Народный комиссариат лёгкой промышленности СССР и - Народный комиссариат лесной промышленности СССР.     |
| 17 января 1932 года | Народный комиссариат почт и телеграфов СССР переименован в Народный комиссариат связи СССР.                           |
| 1 октября 1932 года | Создан Народный комиссариат зерновых и животноводческих совхозов СССР.                                                |
| 23 июня 1933 года   | Народный комиссариат труда СССР упразднён путём объединения с Всесоюзным Центральным Советом Профессиональных Союзов. |

### 1934—1935 годы
| 11 февраля 1934 года | Народный комиссариат рабоче-крестьянской инспекции упразднён.                                                                             |
| 20 июня 1934 года    | Народный комиссариат по военным и морским делам СССР переименован в Народный Комиссариат обороны СССР.                                    |
| 10 июля 1934 года    | Образован общесоюзный Народный комиссариат внутренних дел СССР.                                                                           |
| 29 июля 1934 года    | Наркомат снабжения СССР разделён на - Народный комиссариат внутренней торговли СССР и - Народный комиссариат пищевой промышленности СССР. |

### 1936 год
| 20 июля 1936 года   | Образован Народный комиссариат здравоохранения СССР.                                                              |
| 5 декабря 1936 года | Народный комиссариат по иностранным делам СССР переименован в Народный комиссариат иностранных дел СССР.          |
| 8 декабря 1936 года | Из Народного комиссариата тяжёлой промышленности СССР выделен Народный комиссариат оборонной промышленности СССР. |
| 20 июля 1936 года   | Образован Народный комиссариат юстиции СССР                                                                       |

### 1937—1938 годы
| 22 августа 1937 года | Из Народного комиссариата тяжёлой промышленности СССР выделен Народный комиссариат машиностроения СССР. |
| 30 декабря 1937 года | Из Народного комиссариата обороны СССР выделен Народный комиссариат военно-морского флота СССР.         |
| 15 января 1938 года  | Образован Народный комиссариат заготовок СССР.                                                          |
|                      | Народный комиссариат внутренней торговли СССР переименован в Народный комиссариат торговли СССР.        |

### 1939—1940 годы
| 2 января 1939 года   | Из Народного комиссариата лёгкой промышленности СССР выделен Народный комиссариат текстильной промышленности СССР. |
| 11 января 1939 года  | Народный комиссариат оборонной промышленности СССР разделён на - Народный комиссариат авиационной промышленности СССР, - Народный комиссариат судостроительной промышленности СССР, - Народный комиссариат вооружения СССР и - Народный комиссариат боеприпасов СССР. |
| 19 января 1939 года  | Из Народного комиссариата пищевой промышленности СССР выделены - Народный комиссариат рыбной промышленности СССР и - Народный комиссариат мясной и молочной промышленности СССР. |
| 24 января 1939 года  | Народный комиссариат тяжёлой промышленности СССР упразднён; на его базе образованы - Народный комиссариат топливной промышленности СССР, - Народный комиссариат чёрной металлургии СССР, - Народный комиссариат цветной металлургии СССР, - Народный комиссариат электростанций и электропромышленности СССР, - Народный комиссариат химической промышленности СССР и - Народный комиссариат промышленности строительных материалов СССР. |
| 5 февраля 1939 года  | Народный комиссариат машиностроения СССР разделён на - Народный комиссариат тяжёлого машиностроения СССР, - Народный комиссариат среднего машиностроения СССР и - Народный комиссариат общего машиностроения СССР. |
| 9 апреля 1939 года   | Народный комиссариат водного транспорта СССР разделён на - Народный комиссариат морского флота СССР и - Народный комиссариат речного флота СССР. |
| 29 мая 1939 года     | Образован Народный комиссариат по строительству СССР. |
| 12 октября 1939 года | Народный комиссариат топливной промышленности СССР разделён на - Народный комиссариат нефтяной промышленности СССР и - Народный комиссариат угольной промышленности СССР. |
| 17 апреля 1940 года  | Народный комиссариат электростанций и электропромышленности СССР разделён на - Народный комиссариат электростанций СССР и - Народный комиссариат электропромышленности СССР. |
| 27 апреля 1940 года  | Из Народного комиссариата лесной промышленности СССР выделен Народный комиссариат целлюлозной и бумажной промышленности СССР. |
| 6 сентября 1940 года | Комиссия Советского Контроля при СНК СССР преобразована в Народный комиссариат государственного контроля СССР. |

### 1941—1945 годы
| 3 февраля 1941 года   | Из Народного комиссариата внутренних дел СССР выделен Народный комиссариат государственной безопасности СССР.                       |
| 28 марта 1941 года    | Из Народного комиссариата химической промышленности СССР выделен Народный комиссариат резиновой промышленности СССР.                |
| 5 июня 1941 года      | Образован Народный комиссариат станкостроения СССР.                                                                                 |
| 20 июля 1941 года     | Народный комиссариат государственной безопасности СССР влит в Народный комиссариат внутренних дел СССР.                             |
| 11 сентября 1941 года | Образован Народный комиссариат танковой промышленности СССР.                                                                        |
| 15 октября 1941 года  | Вышло распоряжение о переезде правительства СССР в Куйбышев.                                                                        |
| 14 ноября 1941 года   | Народный комиссариат станкостроения СССР влит в Народный комиссариат танковой промышленности СССР.                                  |
| 26 ноября 1941 года   | Народный комиссариат общего машиностроения СССР преобразован в Народный комиссариат миномётного вооружения СССР.                    |
| 21 февраля 1942 года  | Повторно образован Народный комиссариат станкостроения СССР.                                                                        |
| 14 апреля 1943 года   | Из Народного комиссариата внутренних дел СССР выделен Народный комиссариат государственной безопасности СССР.                       |
| 14 октября 1945 года  | Народный комиссариат танковой промышленности СССР СССР упразднён; образован Народный комиссариат транспортного машиностроения СССР. |
| 11 ноября 1945 года   | Образован Народный комиссариат технических культур СССР.                                                                            |

### 1946 год
| 7 января 1946 года   | Народный комиссариат боеприпасов СССР преобразован в Народный комиссариат сельскохозяйственного машиностроения СССР. |
| 19 января 1946 года  | Народный комиссариат по строительству СССР разделён на - Народный комиссариат по строительству предприятий тяжёлой индустрии СССР, - Народный комиссариат по строительству военных и военно-морских предприятий СССР и - Народный комиссариат по строительству топливных предприятий СССР. |
|                      | Народный комиссариат угольной промышленности СССР разделён на - Народный комиссариат угольной промышленности западных районов СССР и - Народный комиссариат угольной промышленности восточных районов СССР.                                                                                |
| 17 февраля 1946 года | Образован Народный комиссариат строительного и дорожного машиностроения СССР. |
|                      | Народный комиссариат среднего машиностроения СССР преобразован в Народный комиссариат автомобильной промышленности СССР. |
|                      | Народный комиссариат минометного вооружения СССР преобразован в Народный комиссариат машиностроения и приборостроения СССР. |
| 25 февраля 1946 года | Народный комиссариат обороны СССР преобразован в Народный комиссариат Вооруженных Сил СССР. |
|                      | Упразднён Народный комиссариат военно-морского флота СССР. |
| 4 марта 1946 года    | Народный комиссариат нефтяной промышленности СССР разделён на - Народный комиссариат нефтяной промышленности восточных районов СССР и - Народный комиссариат нефтяной промышленности южных и западных районов СССР.                                                                        |
| 15 марта 1946 года   | Упразднён Народный комиссариат зерновых и животноводческих совхозов СССР. |
| 15 марта 1946 года   | Принят Закон о преобразовании Совета Народных Комиссаров СССР в Совет Министров СССР. Народные комиссариаты СССР преобразованы в министерства СССР. |